# Riccardo Marassi
Riccardo Marassi, più noto semplicemente come Marassi (Napoli, 24 marzo 1957), è un giornalista e vignettista italiano.

## Biografia
Preferisco definirmi vignettista da sinistra. Ché tanto a destra prima o poi ci finiscono tutti, anche Bertinotti.»
Dal 1987 al 2017 ha lavorato come grafico a Il Mattino. Durante questi anni le sue vignette, oltre che sulla prima pagina del periodico partenopeo con il titolo "I Sassi di Marassi", sono state pubblicate quotidianamente anche su Il Messaggero.
Inizia a lavorare come vignettista nel 1982 con Paese Sera, contemporaneamente collabora con l'inserto Satyricon di Repubblica, con il Manifesto, con l'allegato de l'Unità Tango, e con L'Espresso.
Dal 1987 al 1988 ha collaborato alla trasmissione Big, su RaiUno, condotta da Piero Chiambretti e Daniela Goggi.
Dal 1996 al 2016 ha pubblicato mensilmente le sue vignette su Linus.
Marassi non è un caricaturista, i suoi personaggi generalmente riescono a somigliare all'originale solo con pochi tratti, appena sufficienti a identificarlo. Nelle sue vignette, quando non compaiono i personaggi noti della politica nazionale, vi sono quasi sempre due personaggi.
"I suoi tipi sono senza tempo, grandi nasi, occhi sghembi e forme sinuose e tondeggianti, restano spalla e battutista generici ma non sono meno efficaci. Come i suoi politici, debordanti nell'obesità, ai limiti dell'imperfetto per rendere quella deformità fisica speculare all'anomalia morale e alla totale assenza di etica che si vuole raccontare" (Tiziana Cozzi/La Repubblica)
Dal 2017 collabora con il Quotidiano del Sud.
La sua vignetta, chiamata "La Sfogliatella di Marassi", è pubblicata anche nella pagina Facebook dell'autore che però conserva ancora il nome utilizzato ai tempi del Mattino.

## Raccolte di vignette pubblicate
- Fratellastri d'Italia (prefazione Pasquale Nonno) 1993, Franco Di Mauro Editore
- Non si fanno prigionieri 1999, Edizioni Cuen
- Centotrenta vignette sull'uomo che si è fatto da sé (e poi ha deciso di farsi pure gli italiani) (prefazione Erri De Luca), 2005, Edizioni IntraMoenia